# Liste des prières et bénédictions juives

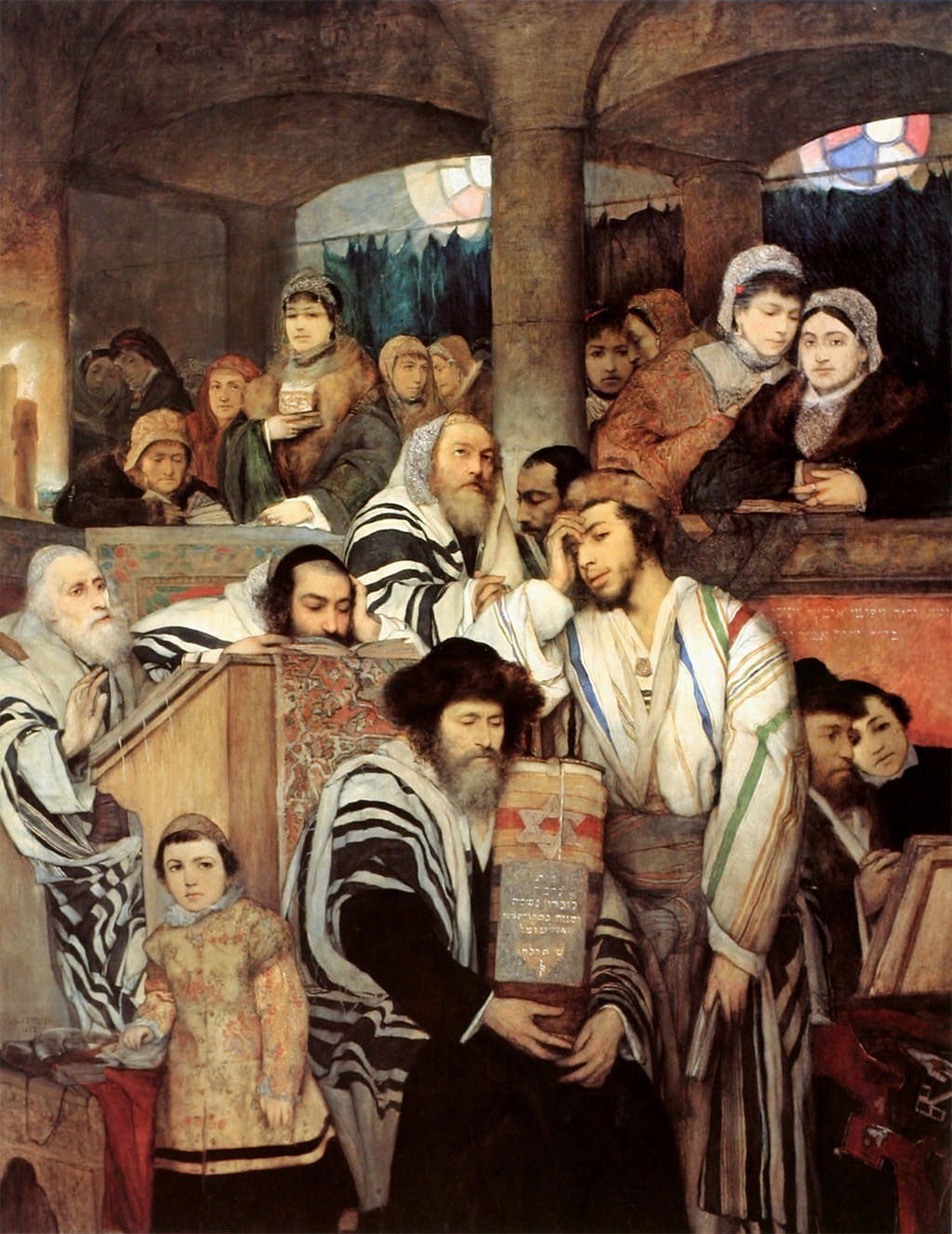
Juifs priant à la synagogue à Yom Kippour, M. Gottlieb, 1878.

La liturgie du judaïsme est riche en prières et bénédictions, récitées lors de circonstances quotidiennes ou particulières.
Ci-dessous une liste de ces formules, qui commencent généralement par : 

« ברוך אתה ה' א‑לוהינו מלך העולם… »

« Baroukh ata Adonaï Elohenou melekh ha‑olam… »

« Béni sois-Tu, Éternel, notre Dieu, Roi de l'univers… »

ou bien

« Tu es Source de bénédictions, Éternel, notre D., Roi de l'univers… »

## Offices de prière
Une tradition juive consignée dans le Talmud prescrit à chacun la récitation de 100 bénédictions par jour. La plupart d'entre elles le sont lors des offices de prière quotidiens, au nombre de trois lors des jours de semaine ordinaires, c'est-à-dire ne coïncidant pas avec une fête juive, de quatre lors de ces fêtes et du Chabbat, et de cinq à Yom Kippour :
- Sha'harit, l'office du matin
- Min'ha, l'office de l'après-midi
- Ma'ariv ou Arvit, l'office du soir
- Moussaf, l'office supplémentaire du chabbat et des jours de fêtes instituées dans la Bible hébraïque, réalisé à la suite de Sha'harit
- Ne'ila, l'office spécifique de Yom Kippour, lu à la suite de Min'ha.

Cependant, de nombreuses bénédictions et prières se font indépendamment des offices, et sont listées ci-dessous.

## Prières et bénédictions développées dans leurs propres articles

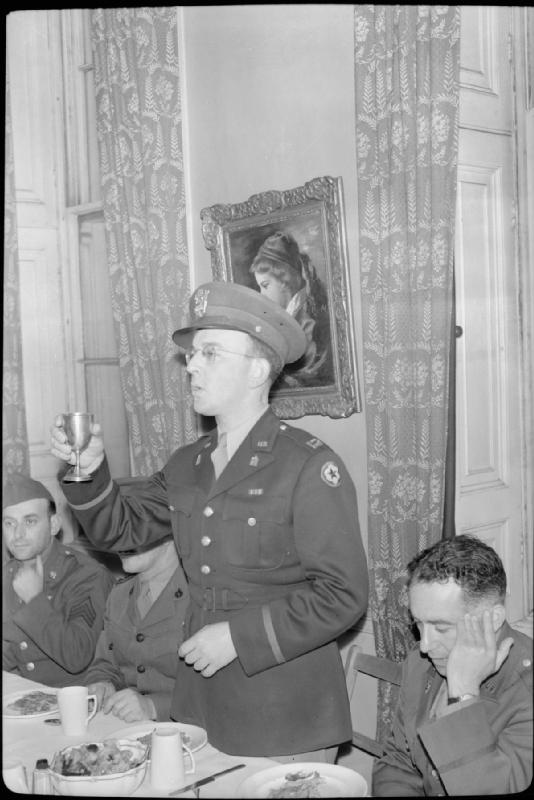
Debout, Capitaine Judah Nadich des forces alliées américaines faisant le kiddoush lors de la célébration du nouvel an juif, Londres, 1943.

| 'Amida                | עמידה       | La prière « debout, » également appelée la Chemona Essrè (les Dix-Huit [bénédictions]), est l'une des deux prières centrales de la liturgie juive. Elle est lue lors de chaque office de prière. |
| Shema Israël          | שמע ישראל   | L'autre prière centrale, qui proclame la foi dans le Dieu Un. Composée de trois passages bibliques, elle est invariablement proclamée deux fois par jour, matin et soir. |
| Kaddish               | קדיש        | Une prière araméenne, focalisée sur la magnification et la sanctification du Nom de Dieu. Bien que fréquemment considéré comme une prière de deuil, le Kaddish existe en plusieurs versions, et le Kaddish des endeuillés lui-même ne mentionne en aucune façon la mort, étant simplement réservé en priorité aux endeuillés parmi les fidèles, et revenant à l'officiant s'il n'y en a pas. |
| Alenou                | עלינו       | L'Alenou rend hommage à Dieu pour avoir permis au peuple juif de Le servir, et exprime l'espoir que le monde entier reconnaîtra Dieu et abandonnera l'idolâtrie. |
| Birkat Cohanim        | ברכת כהנים  | La « bénédiction sacerdotale » récitée par les cohanim, tous les jours en terre d'Israël, lors des jours de fête en dehors. |
| Ein Keloheinou        | אין כאלהינו | Une prière lyrique récitée à la fin des offices du Sabbath et des fêtes, rendant hommage à l'unicité divine. |
| Hallel                | הלל         | Un ensemble de psaumes, Psaumes 113–118, récitées comme prière de louange ou de reconnaissance lors de certaines fêtes et à la néoménie. Deux formes existent : le Hallel complet et le Hallel partiel. |
| Kol Nidre             | כל‑נדרי     | Une prière synagogale récitée avant le début de l'office du soir de Yom Kippour (יום כיפור), le Jour de l'Expiation. Il s'agit d'une déclaration d'annulation des vœux inconsidérés, afin de libérer les orants de la culpabilité due à des vœux non tenus au cours de l'année précédente (ou, chez les juifs ashkénazes, suivante).                                                         |
| Shehehiyanou          | שהחינו      | La bénédiction pour des occasions rares (au maximum une fois par an) ou des nouveautés, comme une fête, un nouveau fruit, un nouvel habit, etc. |
| Birkat Hamazone       | ברכת המזון  | L'action de grâce après les repas, où l'on remercie Dieu pour Sa providence de nourriture, et Son soutien en général. |
| Sheva Berakhot        | שבע ברכות   | Bénédictions récitées après le birkat hamazon lors du repas célébrant la semaine de noces d’un couple. |
| Tefilat HaDerech (en) | תפלת הדרך   | La prière du voyage, par lequel un voyageur exprime son souhait d'arriver à destination sans encombre. |
| Birkat HaBayit (en)   | ברכת הבית   | La bénédiction du foyer, pour un foyer heureux et harmonieux. |
| Birkat Hahamma        | ברכת החמה   | La bénédiction du soleil, prononcée tous les 28 ans, à l'occasion d'un nouveau cycle solaire. |
| Ma Tovou              | מה טובו     | Une prière de révérence, récitée le matin en entrant dans un lieu de prières. |

## Jours saints et fêtes

### Bénédictions du Chabbat
Le chabbat est un jour chômé hebdomadaire, débutant le vendredi soir, au coucher de soleil, bien que les bougies qu'on allume pour célébrer son entrée ne peuvent l'être au plus tard que 18 minutes avant l'heure prévue pour le coucher du soleil, et s'achevant à la sortie des étoiles le samedi soir, 25 heures plus tard.

#### Allumage des bougies le vendredi soir

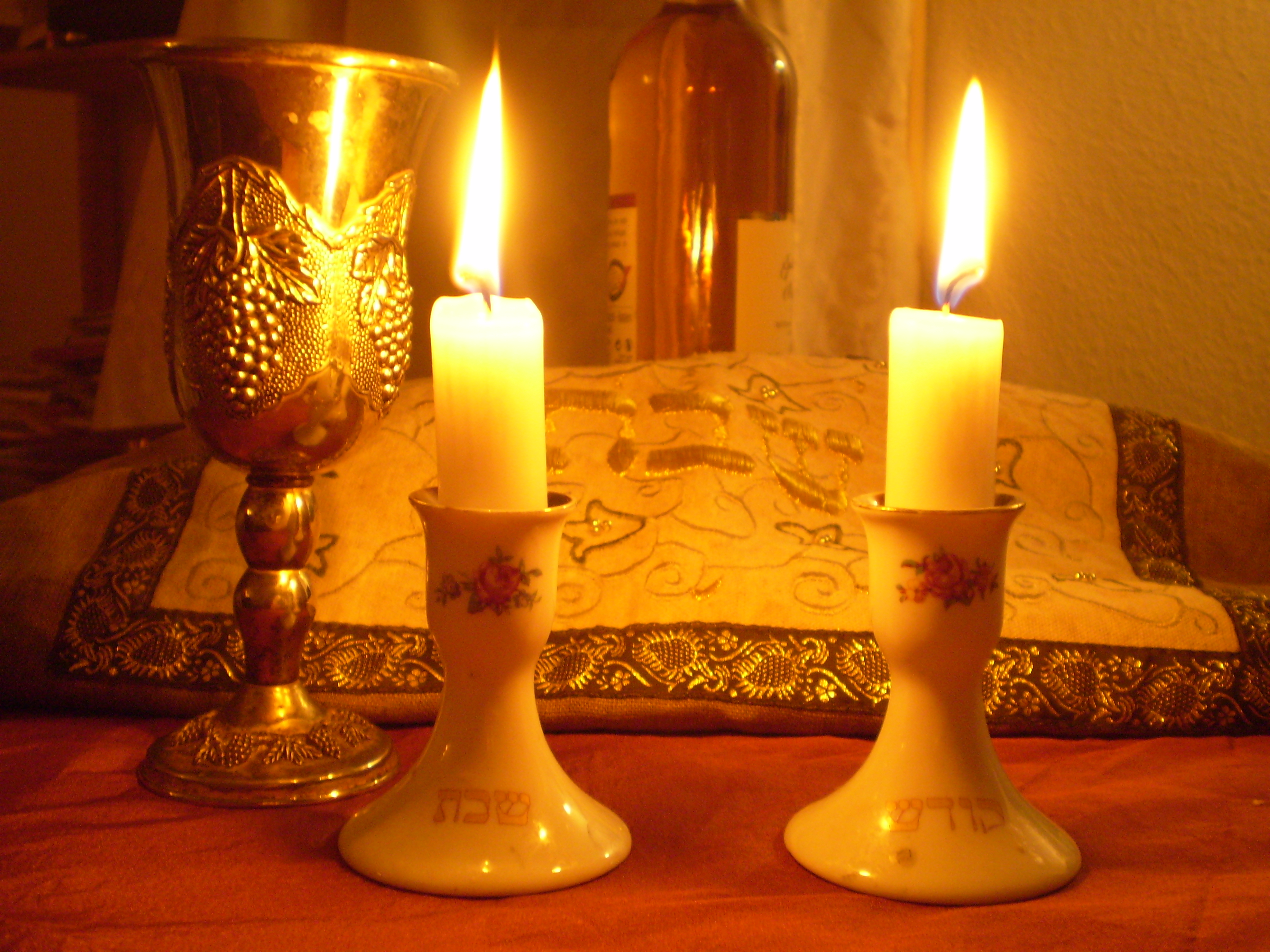
Bougies de shabath.

L'allumage des bougies est une prescription réservée en priorité aux maîtresses de foyer, n'incombant aux hommes qu'en cas d'absence ou d'incapacité de celle-ci. La femme allume les chandelles, approche ses mains afin de sentir la chaleur des flammes, et se couvre les yeux des mains avant de réciter la bénédiction suivante :

« Baroukh ata Adonaï, Elohènou, melekh ha‑olam, asher kiddeshanou bèmitzvotav vètzivanou lèhadliq ner shel shabbat, »

« Béni es-Tu, Seigneur, notre Dieu, Roi de l'univers, Qui nous as sanctifiés par Ses commandements et nous as prescrits l'allumage des bougies du Chabbat. »

#### Kiddouch(rituel de «sanctification») du vendredi soir

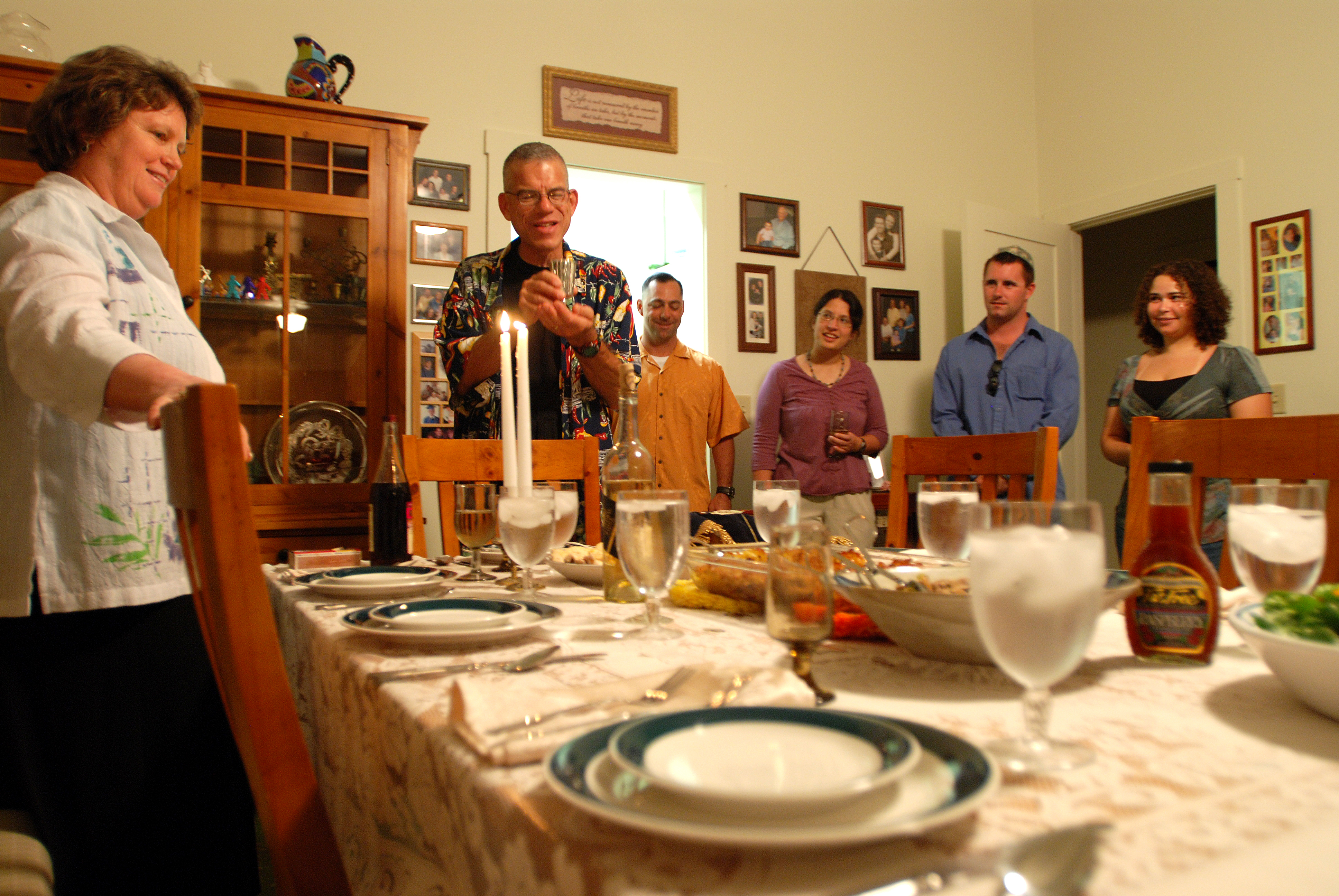
Le rabbin aumônier de marine Seth Phillips fait le Kiddouch de Shabbat, Guantanamo, 2008.

Le Kiddouch, ayant pour but de marquer la transition entre jours profanes de la semaine et jour saint du chabbat, est récité par le maître du foyer le vendredi soir, au retour de la synagogue, après avoir béni son épouse et ses enfants. Il comprend :
- une récitation du passage biblique du septième jour de la création (Gen. 2:1-4)
- une bénédiction sur une coupe de vin :

« Baroukh ata Adonaï, Elohènou, melekh ha‑olam, borè peri hagaffen »

« Béni es-Tu, Seigneur, notre Dieu, Roi de l'univers, Qui crée le fruit de la vigne. »

- une bénédiction de sanctification du chabbat, rappelant son lien au peuple d'Israël, à la Création et à la sortie d'Égypte :

« Baroukh ata Adonaï, Elohènou, melekh ha‑olam, asher kideshanou bemitzvotav, 
veratza banou, veshabbat kodsho bèahava oubèratzonn hin'hilanou,
 zikaron lema'asse bereshit, t'hila lèmiqraeï kodesh, zekher li'ytziat Mitzraïm, 
(dans les rites ashkénaze et sfard, on ajoute ici : ki banou ba'harta vèotanoukidashta mikol ha'amim,)
 vèshabbat kodshèkha bèahava oubèratzon hin'haltanou, 
baroukh ata adonaï, mekadesh hashabbat »

« Béni es-Tu, Seigneur, notre Dieu, Roi de l'univers, Qui nous a sanctifiés par Ses commandements,
a trouvé plaisir en nous et, avec amour et faveur, nous a donné Son saint Chabbat en héritage,
 souvenir de l'œuvre de la Création, début des convocations saintes, souvenir de la sortie d'Égypte,
(dans les rites ashkénaze et sfard, on ajoute ici :
car Tu nous as choisis, et nous as sanctifiés parmi les nations,)
et ton Chabbat saint, nous as-Tu donné avec amour et faveur en héritage, 
béni es-Tu, Seigneur, Qui sanctifies le Chabbat. »

- une ablution des mains rituelle avant de bénir le pain :

« Baroukh ata Adonaï, Elohènou, melekh ha‑olam, asher kideshanou bemitzvotav, vètzivanou 'al netilat yadayim »

« Béni es-Tu, Seigneur, notre Dieu, Roi de l'univers, Qui nous a sanctifiés par Ses commandements, et nous as prescrit l'ablution des mains. »

- une bénédiction sur les deux pains du chabbat :

« Baroukh ata Adonaï, Elohènou, melekh ha‑olam, hamotzi lèkhem min ha-aretz »

« Béni es-Tu, Seigneur, notre Dieu, Roi de l'univers, Qui fais sortir le pain de la terre. »

#### Kiddouchdu samedi matin (Kiddoucha Rabba)
Le kiddouch que l'on récite au retour des offices de prière du samedi matin est nettement plus court. Il comporte :
- une récitation de deux passages du Livre de l'Exode,
  - le premier, appelé la parashat shabbat, proclame la perpétuité du statut perpétuel du Chabbat parmi les enfants d'Israël (Exode 31:16-17),
  - le second est le quatrième commandement (Exode 20:8-11)
- une bénédiction sur une coupe de vin, ou une autre boisson à défaut.

#### Havdala(rituel de «séparation»)

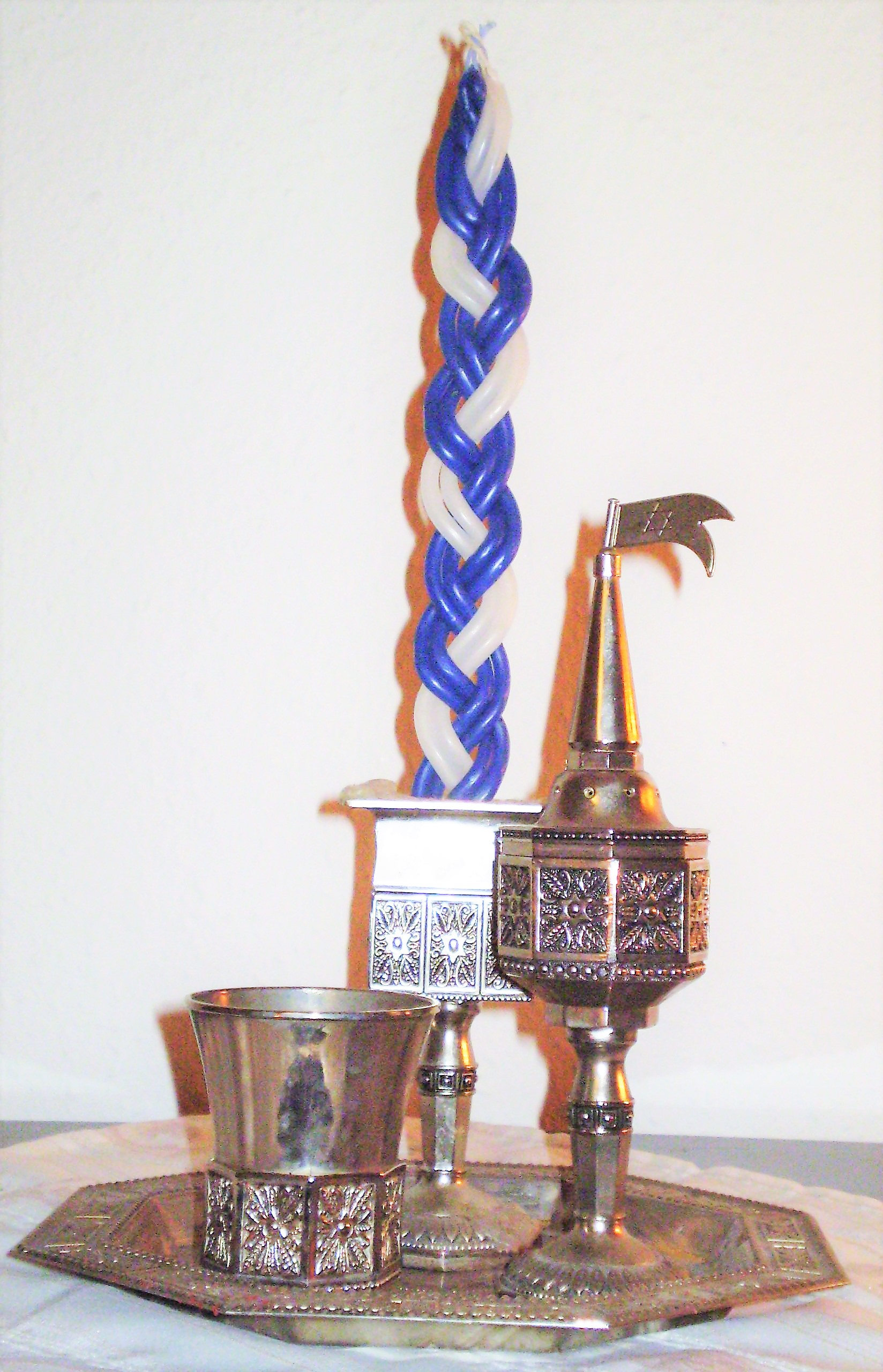
Objets de la havdalah : bougie tressée, verre de kiddoush et bisamim (fiole à parfum).

La Havdala marque au contraire la fin des jours saints, et le retour aux jours profanes. Elle est récitée par le maître du foyer le samedi soir, généralement une heure après le coucher du soleil, lorsque l'on peut théoriquement embrasser d'un regard trois étoiles dans le ciel (ce qui est rendu en pratique très difficile par l'accroissement de la nébulosité, dû à l'activité humaine).
La cérémonie de la Havdala comporte :
- l'allumage d'une bougie torsadée possédant au moins deux mèches, sur laquelle on ne récite pas de bénédiction
- une bénédiction sur une coupe de vin :
- la bénédiction sur les aromates, suivie d'une inspiration de ceux-ci :
- La bénédiction sur la lumière de la bougie, avant d'observer les reflets qu'elle produit sur les ongles :

Voici la bénédiction :

« Richon Letsion Hiné Hinam : VéliyérouchlaIm mévassère

étène. Koss yéchouoth Essa ouvchem Ado-nay Ekra Ana

Ado-nay Ochianah na : Ana Ado-nay atsliha na

Atsil ihenou Atsliha dérakhénou Atsi iha Limoudénou ouchlah

bérakha revaha Véatslaha bekhol Maassé Yadénou Kédikhtiv

Yissa Bérakha méhet Ado-nay outsédaka Méélohé Yich’o.

Layéoudim hayeta horah véssimkha véssassone vikar. Oukhtiv

Vay’hi David lékol Dérakhav Maskil VAdo-nay mo ken Yiyé

Imanou. »